# 盱眙郡
盱眙郡（くい-ぐん）は、中国にかつて存在した郡。東晋から隋初にかけて、現在の江蘇省淮安市一帯に設置された。

## 概要
411年（義熙7年）、東晋により臨淮郡から盱眙県が分離されて盱眙郡が立てられた。盱眙郡は徐州に属し、盱眙・考城・直瀆・陽城の4県を管轄した。
421年（南朝宋の永初2年）、盱眙郡は南徐州に転属した。431年（元嘉8年）、南兗州に転属した。宋の盱眙郡は考城・陽城・直瀆・信都・睢陵の5県を管轄した。
南朝斉のとき、盱眙郡は考城・盱眙・陽城・直瀆・長楽の5県を管轄した。
南朝梁のとき、淮陰城に淮州が立てられ、盱眙郡は淮州に属した。
549年（武定7年）、侯景の乱の混乱に乗じて東魏が梁の盱眙郡を奪った。盱眙郡は盱眙・陽城・直瀆の3県を管轄した。
573年（太建5年）、盱眙郡は譙州に転属した。
北周のとき、盱眙郡は呉州に属した。
583年（開皇3年）、隋が郡制を廃すると、盱眙郡は廃止されて、呉州に編入された。

## 下相の盱眙郡
本節では、現在の江蘇省宿遷市一帯に設置された盱眙郡について述べる。527年（孝昌3年）、北魏により下相県に盱眙郡が置かれ、東徐州に属した。550年（武定8年）、臨清郡と改められた。